# オウムに餌をやる子供のいる室内
『オウムに餌をやる子供のいる室内』（オウムにえさをやるこどものいるしつない、英: Interior with a Child Feeding a Parrot）、または『酒を飲む男性と二人の女性、幼児、オウムのいる室内』（さけをのむだんせいとふたりのじょせい、ようじ、オウムのいるしつない、蘭: Interieur met drinkende man en twee vrouwen met een kind die een papgaai voeren）は、17世紀オランダ絵画黄金時代の画家ピーテル・デ・ホーホが1668–1672年にキャンバス上に油彩で制作した絵画である。現在、個人蔵となっている。

## 作品
この絵画は、1908年に研究者ホフステーデ・デ・フロートにより以下のように記述されている。
113. お気に入りのオウム。ジョン・スミス (美術史家)の補遺で6番。ホフステーデ・デ・フロートの著作で50番。 部屋の右側の端に東洋の絨毯と白いテーブルクロスの掛かったテーブルがある。その上にはチーズ、果物、皿、そのほかの品々がある。つば広のフェルト帽を被った若い男性がワインを飲みながらテーブルに着いている。彼の背後には暖炉がある。その上には中国の陶磁器があり、その上には横になっている裸体女性の絵画がある。前景右側の小さなテーブル上には瓶とグラスがあり、床上には銀の皿がある。左側の半分開いた窓のところには、オコジョの毛皮で縁取られた赤い上着を纏った若い女性が立って、籠の扉から外を眺めているオウムに餌をやっている。女性はオウムの頭を左手で撫で、テーブルの後の方に立っている少女が差し出すワイングラスの中に右手でパンを浸している。少女は左手で椅子の上に立っている幼女を支え、オウムが餌を食べているのを見ている。犬が椅子に跳び上がっている。窓のそばには鳥籠がある。オウムの背後には、もう1枚の絵画がある。色彩は冷たく、色調は明るい。キャンバス、縦31インチ、横27インチ。 ヴァーゲンにより補遺99ページで、Ch. ブラン (Ch. Blanc) により『Tresor de la Curiosite』2巻の433-4ページで、ハバード (Havard) により言及されている。

1838年4月18日にパリのカシミール・ペリエ (Casimir Perier) により売却。シャルル・フェルディナン・ダルトワのコレクション。1840年にヒューム (Hume) によりイギリスにもたらされた。現在、ロンドンのノースブルック男爵のコレクション。
子供は「ファルホート (valhoed) 」と呼ばれる頭部保護用帽子を被っている。同じ子供の姿がデ・ホーホの『子供の歩行教育』 (ライプツィヒ造形美術館) にも見られる。また、本作と同じ室内空間は、同じ子供が落ち着きなく召使のスカートを引っ張る『召使の少女にお金を渡す女性』 (個人蔵) にも用いられている。

## ギャラリー

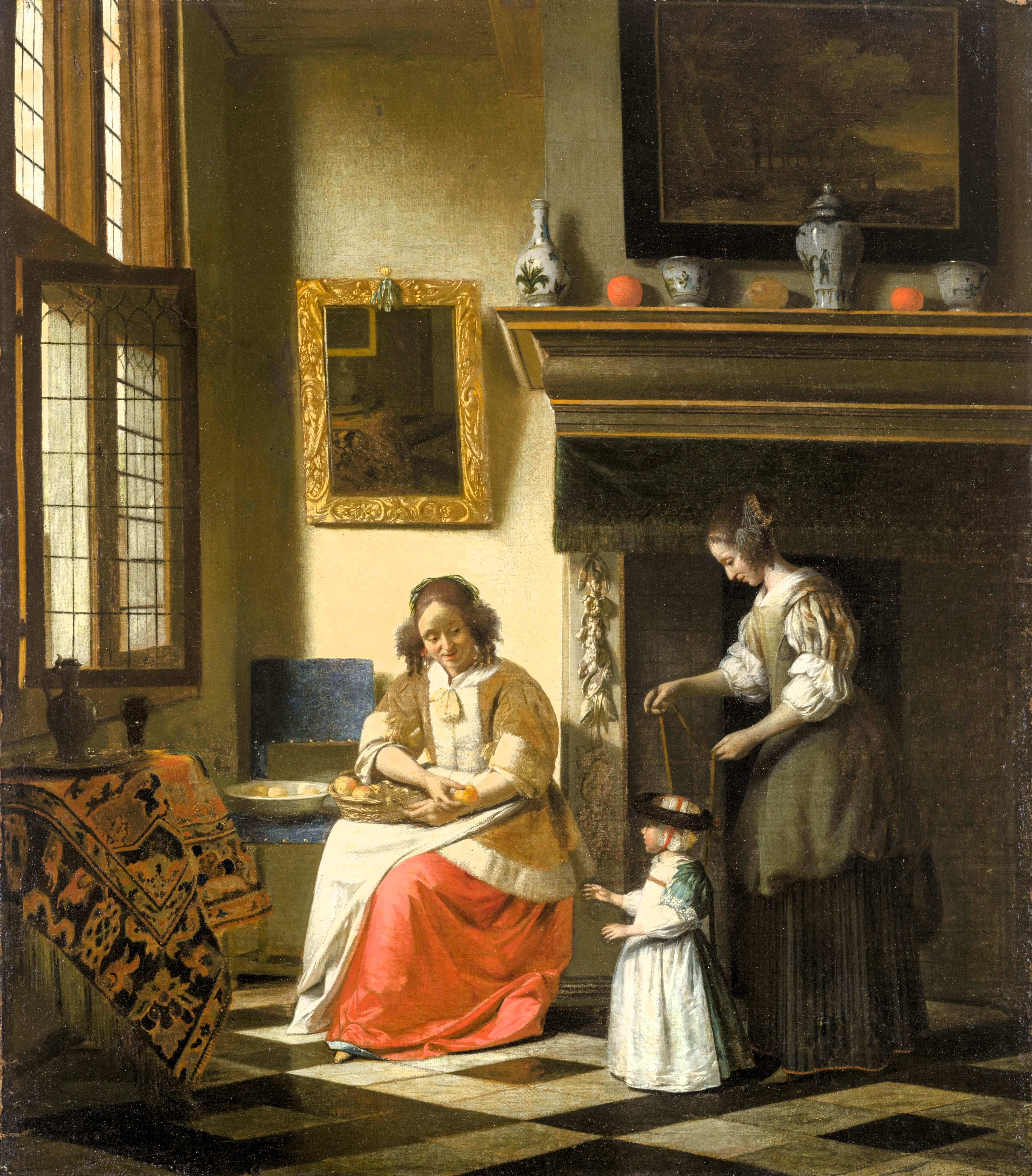
『子供の歩行教育』
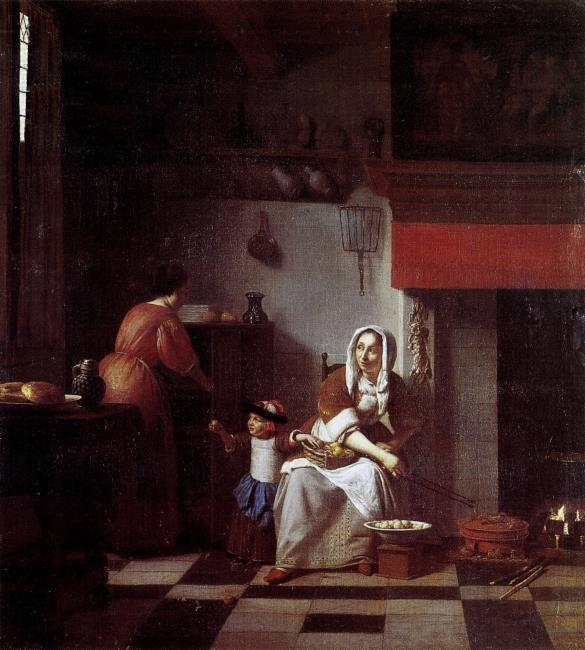
『女性と子供、召使のいる台所の内部（英語版）』
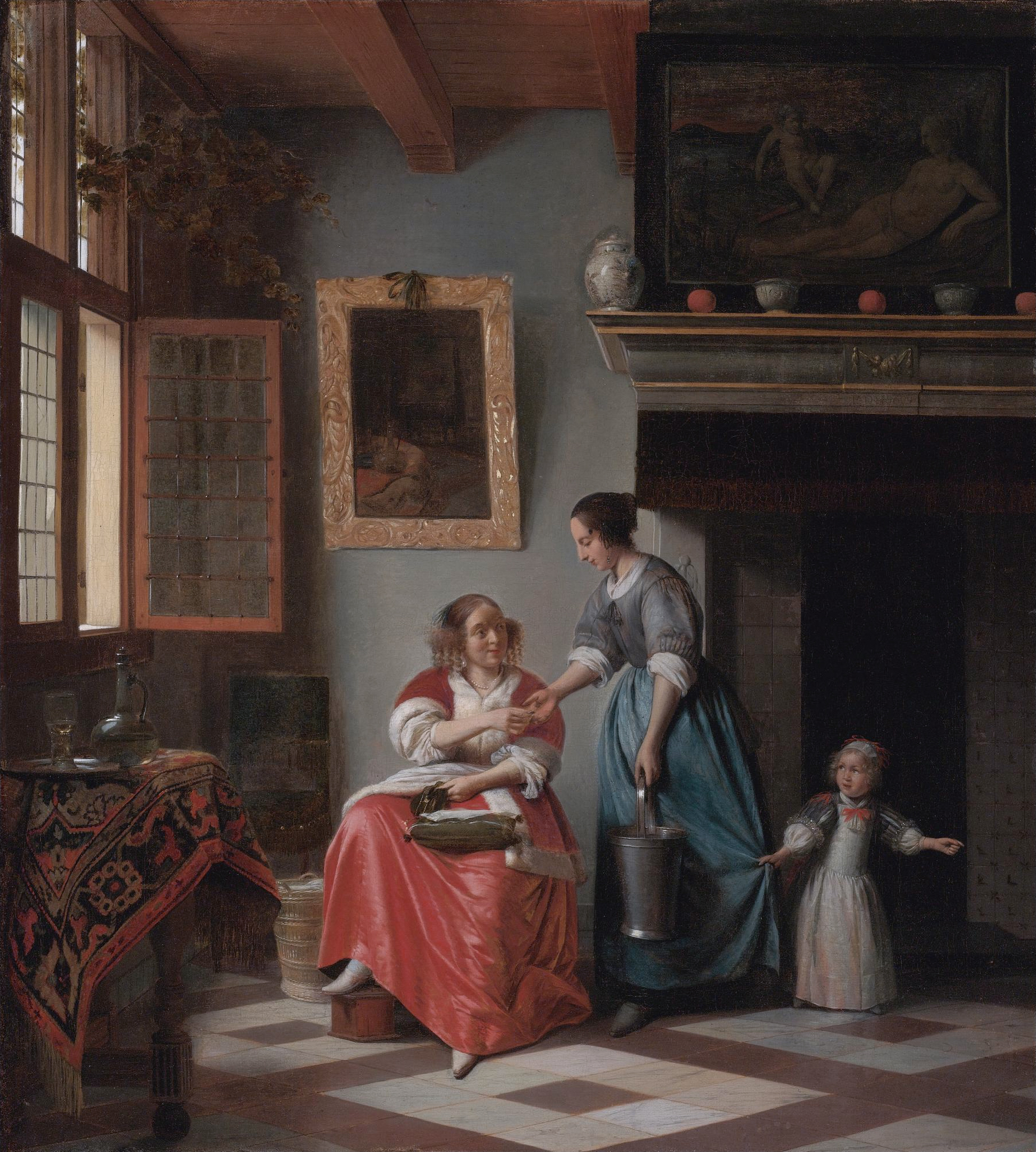
『召使の少女にお金を渡す女性（英語版）』

この絵画は、2012年のサザビーズの競売において3,666,500ポンドで売却された。